# هاینریش شومر
هاینریش شومر (به آلمانی: Heinrich Schwemmer) (زادهٔ ۲۸ مارس ۱۶۲۱ – درگذشتهٔ ۳۱ مهٔ ۱۶۹۶) معلم موسیقی و آهنگساز آلمانی در دورهٔ موسیقی باروک بود.
او استادِ یوهان پاخلبل، آهنگ‌ساز نامدار بود. شوِمر از بنیان‌گذاران سبک موسیقی آوازیِ کُنسِرتاتو به‌شمار می‌رود.

## زندگی‌نامه
یوهان شوِمر در سال ۱۶۲۱ در یکی از نواحی فرانکن سفلی در آلمان به دنیا آمد. او در کودکی و اندکی پس از مرگ پدرش در سال ۱۶۲۷ به‌همراه مادر برای دور ماندن از جنگ سی‌ساله به وایمار نقل‌مکان کرد. سپس، بعد از مرگ مادرش در سال ۱۶۳۸، به کوبورگ و بعد در سال ۱۶۴۱ به نورنبرگ رفت؛ جایی که تا پایان زندگی‌اش در آن ماند. شوِمر در حدود سال ۱۶۵۰ به‌عنوان «آوازخوان مذهبی» (به آلمانی: Kanter) پذیرفته شد و به‌تدریج و زیرنظر استادان مختلفِ موسیقی، به موسیقی‌دان، آهنگ‌ساز و معلمی حرفه‌ای تبدیل گشت.